# Cratere Kamil
Il Cratere Kamil è un cratere meteoritico da impatto di 44,8 m di larghezza e 15,8 m di profondità (esclusa la parte coperta attualmente dalla sabbia) che si trova nella parte orientale del deserto di Uweinat, nel sud ovest del governatorato di Wadi al-Jadid in Egitto, a 600 metri sul livello del mare, luogo che dista solo 600 m dal confine settentrionale con il Sudan..

## Scoperta
Fu individuato per la prima volta nel 2008 utilizzando le immagini satellitari - ottenute con il software Google Earth - dal mineralogista Vincenzo de Michele (già curatore del Museo civico di storia naturale di Milano), mentre stava svolgendo ricerche di reperti neolitici nella zona.

## Rilievi geofisici
I primi rilievi geofisici in loco del cratere furono condotti nel corso di una spedizione italo-egiziano intrapresa nel mese di febbraio 2010 come parte del programma dell'Egyptian-Italian Science Year (EISY). Grazie a questa spedizione fu dimostrata l'origine meteoritica del cratere. 
L'età del fenomeno da impatto meteorico è stata stimata per un tempo non maggiore di 5.000 anni fa (più o meno al tempo della I dinastia egizia, quando regnava la Reggente Mer(it)neith, V Faraona d'Egitto, e prima regnante donna della Storia), e mostra una singolare struttura a raggiera ben conservata: tali strutture sono rarissime sul nostro pianeta, in quanto vengono cancellate in tempi relativamente brevi da fenomeni di erosione di origine atmosferica, mentre al contrario sono piuttosto frequenti sulla Luna ove questi fenomeni non si verificano..

## Meteorite impattore
Il cratere fu prodotto da una meteorite ferrosa alla quale è stato attribuito il nome ufficiale - dal luogo più vicino alla zona dell'impatto - di Gebel Kamil. 

Il meteorite, che si frammentò in migliaia di pezzi presumibilmente per l'effetto dell'impatto diretto con il suolo composto da un substrato roccioso di arenaria, aveva una dimensione stimata di circa 1,3 metri di diametro e un peso compreso fra 5.000 e 10.000 kg.
Durante la spedizione geofisica vennero recuperati 800 chilogrammi di frammenti meteorici entro un raggio di circa 1 km dal luogo dell'impatto. La maggior parte dei frammenti sono ora custoditi presso il Museo geologico Egizio del Cairo mentre alcuni campioni si trovano presso il Museo Nazionale dell'Antartide della Università di Siena e il Museo di Storia Naturale dell'Università di Pisa.